# Синиця екваторіальна
Синиця екваторіальна (Melaniparus fasciiventer) — вид горобцеподібних птахів родини синицевих (Paridae). Мешкає в регіоні Африканських Великих озер.

## Підвиди
Виділяють три підвиди:
- M. f. fasciiventer (Reichenow, 1893) — гори Рувензорі;
- M. f. tanganjicae (Reichenow, 1909) — гори Ітомбве;
- M. f. kaboboensis (Prigogine, 1957) — гора Кабобо.

## Поширення і екологія
Екваторіальні синиці мешкають в Демократичній Республіці Конго, Уганді, Руанді і Бурунді. Вони живуть в гірських тропічних лісах на висоті від 1800 до 3400 м над рівнем моря.